# Бясь-Кюёль (Горный улус)
Бясь-Кюёль (якут.  ) — село в Горном улусе Якутии России. Административный центр и единственный населённый пункт Атамайского наслега.

## География
Село расположено в центральной части Якутии, на правом берегу реки Ситтэ. Расстояние до улусного центра — села Бердигестях — 105 км к северо-востоку.

## История
Согласно Закону Республики Саха (Якутия) от 30 ноября 2004 года N 173-З N 353-III село возглавило образованное муниципальное образование Атамайский наслег.

### История
7 августа 2021 года сильные пожары, бушующие в Якутии, подобрались к селу. По последним данным МЧС России, сгорело 33 жилых дома и 8 хозяйственных построек.  
Как сообщалось, из-за сильного ветра верховой пожар возле села Бясь-Кюель Горного улуса перебросился через минерализованную полосу и сжег несколько десятков домов. Население было эвакуировано. На тушении пожара было привлечено более 300 человек и 51 единица техники.
Власти Якутии заявили, что сгоревшие дома будут восстановлены за счёт резервного фонда. 

## Население
| 2002 | 2010 | 2012 | 2013 | 2014 | 2015 | 2016 | 2017 | 2018 | 2019 | 2020 |
| ---- | ---- | ---- | ---- | ---- | ---- | ---- | ---- | ---- | ---- | ---- |
| 654  | ↗673 | ↗677 | ↗678 | ↘673 | ↗682 | ↘679 | ↘662 | ↗666 | ↗668 | ↗682 |
| 2021 |      |      |      |      |      |      |      |      |      |      |
| ↗695 |      |      |      |      |      |      |      |      |      |      |

Национальный состав
Большинство жителей якуты. А остальные из других народов.

## Инфраструктура
МБОУ «Атамайская СОШ»
МБДОУ детский сад общеразвивающего вида с приоритетным осуществлением деятельности по познавательно-речевому развитию
Дом культуры.
Основные производства — мясо-молочное скотоводство, мясное табунное коневодство.
Село газифицировано